# Los Enanitos Verdes
Los Enanitos Verdes é uma banda argentina de rock, formada em 1979 na cidade de Mendoza. Durante sua história a banda tem ganho importantes posições na Argentina e em toda a América Latina.

## História
A banda começou em 1984, composta por Marciano Cantero, Felipe Staiti, e Daniel Piccolo. No mesmo ano eles se apresentaram na região de Cuyo. Mais tarde viajam a Buenos Aires para gravar uma demo, a qual sem grande sucesso nunca foi lançada. Apesar desta falha eles continuam fazendo shows em Mendoza e em Buenos Aires.
Ainda em 1984 a banda agregou dois novos membros: Sergio Embrioni (guitarra e vocais) e Tito Dávila (teclado). Como um quinteto, eles lançam o álbum "Los Enanitos Verdes", com o hit "Aún sigo cantando". Embrioni deixa a banda em 1985.
Em 1986 lançam seu segundo álbum, intitulado "Contrarreloj", com a produção artística de Andrés Calamaro. O álbum inclui canções como Tus viejas cartas, Cada vez que digo adios, e La muralla verde.
Em 1987 gravam o álbum "Habitaciones extrañas", produzido novamente por Calamaro, incluindo dentre outras canções, Te vi en un tren, Por el resto, e El extraño del pelo largo.
Em 1988 fazem uma grande turnê, seguindo os passos de Miguel Mateos/Zas e Soda Stereo. Durante seis meses, três concertos em particular destacam-se: Viña del Mar (50 mil espectadores), Mendoza (35 mil) e Santiago, Chile (32 mil). No mesmo ano publicam seu novo disco, "Carrousel". A música "Guitarras blancas" torna-se um dos principais 'hits' do álbum.
Em 1989 o grupo se desfaz e Cantero segue em carreira solo. Em 1992 o grupo volta a se reunir para gravar o álbum "Igual que ayer".
Após gravar quatro outros álbuns, em 1998 eles lançam o álbum "Tracción acústica", com um selo de uma gravadora norte-americana, a Polygram. Este disco fêz-lhes o primeiro grupo da Argentina porém o terceiro artista, a assinar com uma companhia estado-unidense. Este álbum foi nomeado para o Grammy na categoria "Melhor álbum de rock latino".
Em 2003 saem em turnê com Alejandra Guzman. Entre outras coisas, ganham a Gaviota de Plata no Festival de Viña del Mar realizado no Chile.
Sergio Embrioni, antigo membro da banda, enforcou-se em 17 de fevereiro de 2011.

## Formação
- Marciano Cantero: baixo, teclados, e vocais
- Felipe Staiti: guitarra e backing vocals
- Daniel Piccolo: bateria

## Discografia
- Los Enanitos Verdes (1984, vinil e fita cassete somente, pela Mordisco Label)
- Contrareloj (1986, seu primeiro disco pela CBS Argentina)
- Habitaciones Extrañas (1987)
- Carrousel (1988)
- Había una Vez (1989, último disco pela CBS Argentina)
- Igual que Ayer (disco de ouro, 1992, primeiro disco pela EMI)
- Big Bang (1994, disco de platina)
- 20 Grandes Éxitos (1995)
- Guerra Gaucha (1996)
- Planetario (1997)
- Tracción Acústica (1998)
- Néctar (1999)
- Amores Lejanos (2003)
- En Vivo (2005)
- Pescado Oríginal (2006)